# Ernesto I di Brunswick-Grubenhagen
Ernesto I di Brunswick-Grubenhagen (1297 circa – 9 marzo 1361) fu duca di Brunswick-Lüneburg e principe di Grubenhagen dal 1322 alla sua morte.

## Biografia
Ernesto era figlio di Enrico I di Brunswick-Lüneburg e di sua moglie Agnese di Meissen. Suo padre Enrico aveva fondato il Principato di Grubenhagen nel 1291, quando che i Welfen avevano diviso il ducato di Brunswick. Ernesto originariamente intendeva intraprendere una carriera religiosa, ma, dopo la morte di suo padre, ne ereditò i titoli, assieme ai fratelli Enrico II e Guglielmo.
Nel 1324, Enrico II stipulò un patto con i suoi due fratelli, in base al quale il territorio doveva essere governato congiuntamente, ma poco dopo il principato fu diviso. Ernesto ricevette l'area intorno ad Einbeck, al castello di Grubenhagen e ad Osterode. Le città di Duderstadt, Osterode ed Einbeck erano governate congiuntamente dai tre principi. Nel 1359 nominò suo figlio Alberto co-reggente. Enrico II morì nel 1351, e poiché i suoi figli erano lontani della Germania e senza discendenza, rimasero in carica solo Ernesto e Guglielmo. Quando anche quest’ultimo morì, nel 1360, Ernesto poté prendere possesso dell'intero principato di Grubenhagen.
Alla sua morte, il 9 marzo 1361, gli successe il figlio Alberto I.

## Matrimoni e discendenza
Ernsto sposò nel giugno del 1335 Adelaide di Everstein-Polle (... - dopo il 29 settembre 1373), figlia del conte Enrico II di Eberstein. La coppia ebbe nove figli:
- Ottone (1337 - morto giovane)
- Alberto I, duca di Brunswick-Grubenhagen (1339 - 1383)
- Giovanni II (... - 1401), canonico a Hildesheim, Einbeck e Magonza.
- Adelaide (1341 - 1406), sposò Boghislao V di Pomerania
- Agnese (1342 - 1394), sposò il conte Ulrico di Hohnstein
- Anna (1343 - 1409), sposò il conte Enrico VIII di Hohnstein
- Ernesto (1346 - 1400/02), abate di Corvey
- Federico I di Brunswick-Osterode (1350 - 1421), sposò Adelaide di Anhalt
- Anna (1360 - 1437), Badessa ad Osterode

## Ascendenza
|                                       |                      |                             | Genitori                    |  |  | Nonni |  |  | Bisnonni                       |  |  | Trisnonni               |  |
|                                       |                      |                             |                             |  |  |       |  |  | Ottone I di Brunswick-Lüneburg |  |  | Guglielmo di Winchester |  |
|                                       |                      |                             |                             |  |  |       |  |  | Ottone I di Brunswick-Lüneburg |  |  | Guglielmo di Winchester |  |
|                                       |                      | Elena di Danimarca          |                             |  |  |       |  |  | Ottone I di Brunswick-Lüneburg |  |  |                         |  |
| Alberto I di Brunswick-Lüneburg       |                      |                             |                             |  |  |       |  |  | Ottone I di Brunswick-Lüneburg |  |  |                         |  |
|                                       |                      | Matilda del Brandeburgo     | Alberto II di Brandeburgo   |  |  |       |  |  |                                |  |  |                         |  |
|                                       |                      | Matilda del Brandeburgo     | Alberto II di Brandeburgo   |  |  |       |  |  |                                |  |  |                         |  |
|                                       |                      | Matilda del Brandeburgo     | Matilda di Lusazia          |  |  |       |  |  |                                |  |  |                         |  |
| Enrico I di Brunswick-Lüneburg        |                      | Matilda del Brandeburgo     |                             |  |  |       |  |  |                                |  |  |                         |  |
|                                       |                      | Bonifacio II del Monferrato | Guglielmo VI del Monferrato |  |  |       |  |  |                                |  |  |                         |  |
|                                       |                      | Bonifacio II del Monferrato | Guglielmo VI del Monferrato |  |  |       |  |  |                                |  |  |                         |  |
|                                       |                      | Bonifacio II del Monferrato | Berta di Clavesana          |  |  |       |  |  |                                |  |  |                         |  |
| Alessia del Monferrato                |                      | Bonifacio II del Monferrato |                             |  |  |       |  |  |                                |  |  |                         |  |
|                                       |                      | Margherita di Savoia        | Amedeo IV di Savoia         |  |  |       |  |  |                                |  |  |                         |  |
|                                       |                      | Margherita di Savoia        | Amedeo IV di Savoia         |  |  |       |  |  |                                |  |  |                         |  |
|                                       |                      | Margherita di Savoia        | Margherita di Borgogna      |  |  |       |  |  |                                |  |  |                         |  |
| Ernesto I di Braunschweig-Grubenhagen |                      | Margherita di Savoia        |                             |  |  |       |  |  |                                |  |  |                         |  |
|                                       | Enrico III di Meißen | Teodorico I di Meißen       |                             |  |  |       |  |  |                                |  |  |                         |  |
|                                       | Enrico III di Meißen | Teodorico I di Meißen       |                             |  |  |       |  |  |                                |  |  |                         |  |
|                                       | Enrico III di Meißen | Jutta di Turingia           |                             |  |  |       |  |  |                                |  |  |                         |  |
| Alberto II di Meißen                  | Enrico III di Meißen |                             |                             |  |  |       |  |  |                                |  |  |                         |  |
|                                       |                      | Costanza d'Austria          | Leopoldo VI di Babenberg    |  |  |       |  |  |                                |  |  |                         |  |
|                                       |                      | Costanza d'Austria          | Leopoldo VI di Babenberg    |  |  |       |  |  |                                |  |  |                         |  |
|                                       |                      | Costanza d'Austria          | Teodora Angelina            |  |  |       |  |  |                                |  |  |                         |  |
| Agnese di Meissen                     |                      | Costanza d'Austria          |                             |  |  |       |  |  |                                |  |  |                         |  |
|                                       |                      | Federico II di Svevia       | Enrico VI di Svevia         |  |  |       |  |  |                                |  |  |                         |  |
|                                       |                      | Federico II di Svevia       | Enrico VI di Svevia         |  |  |       |  |  |                                |  |  |                         |  |
|                                       |                      | Federico II di Svevia       | Costanza d'Altavilla        |  |  |       |  |  |                                |  |  |                         |  |
| Margherita di Sicilia                 |                      | Federico II di Svevia       |                             |  |  |       |  |  |                                |  |  |                         |  |
|                                       |                      | Isabella d'Inghilterra      | Giovanni d'Inghilterra      |  |  |       |  |  |                                |  |  |                         |  |
|                                       |                      | Isabella d'Inghilterra      | Giovanni d'Inghilterra      |  |  |       |  |  |                                |  |  |                         |  |
|                                       |                      | Isabella d'Inghilterra      | Isabella d'Angoulême        |  |  |       |  |  |                                |  |  |                         |  |
|                                       |                      | Isabella d'Inghilterra      |                             |  |  |       |  |  |                                |  |  |                         |  |